# Triphasia
Triphasia es un género con tres especies perteneciente a la familia Rutaceae.  El género es nativo del sudeste de Asia y Nueva Guinea.

## Descripción
Son arbustos de hoja perenne que alcanzan una altura de 1-3 m de altura, con hojas trifoliadas. Las flores son olorosas, blancas, con tres pétalos. El fruto es un hesperidio comestible, de color rojo similar al fruto de los cítricos.

## Especies
El género contiene las siguientes especies:
- Triphasia brassii (C. T. White) Swingle
- Triphasia grandifolia Merr.
- Triphasia trifolia (Burm. f.) P. Wilson - limoncillo, limoncito.[5]